# IC 4877
IC 4877 — галактика типу SB0 (компактна витягнута галактика) у сузір'ї Телескоп.
Цей об'єкт міститься в оригінальній редакції індексного каталогу.